# Malvín
Malvín - barrio (sąsiedztwo lub dzielnica) miasta Montevideo, stolicy Urugwaju. Położone jest w południowo-wschodniej części miasta, nad wybrzeżem estuarium La Platy. Graniczy na zachodzie z Buceo, na północy z Malvín Norte i z Las Centeras, a na wschodzie z Punta Gorda. Na południu, wzdłuż plaży, przebiega Rambla de Montevideo, nosząca tu nazwy: Rambla Republica de Chile oraz Rambla O`Higgins. Z Południa na północ Malvín przecina pas zieleni Parque Lineal Rambla Concepción del Urugay. Nazwa Malvín pochodzi od zniekształconego nazwiska Juana Balbína Gonzáleza Vallejo.

## Galeria

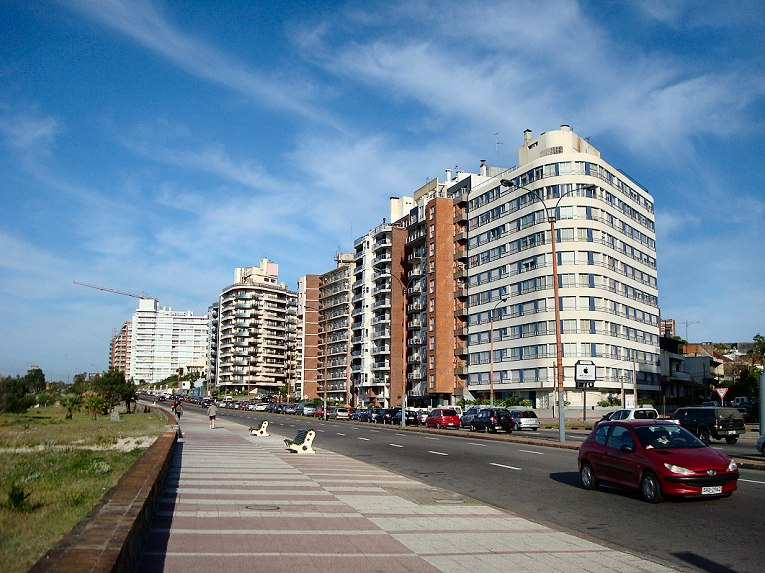
Zabudowa w pobliżu wybrzeża (Rambla O`Higgins)
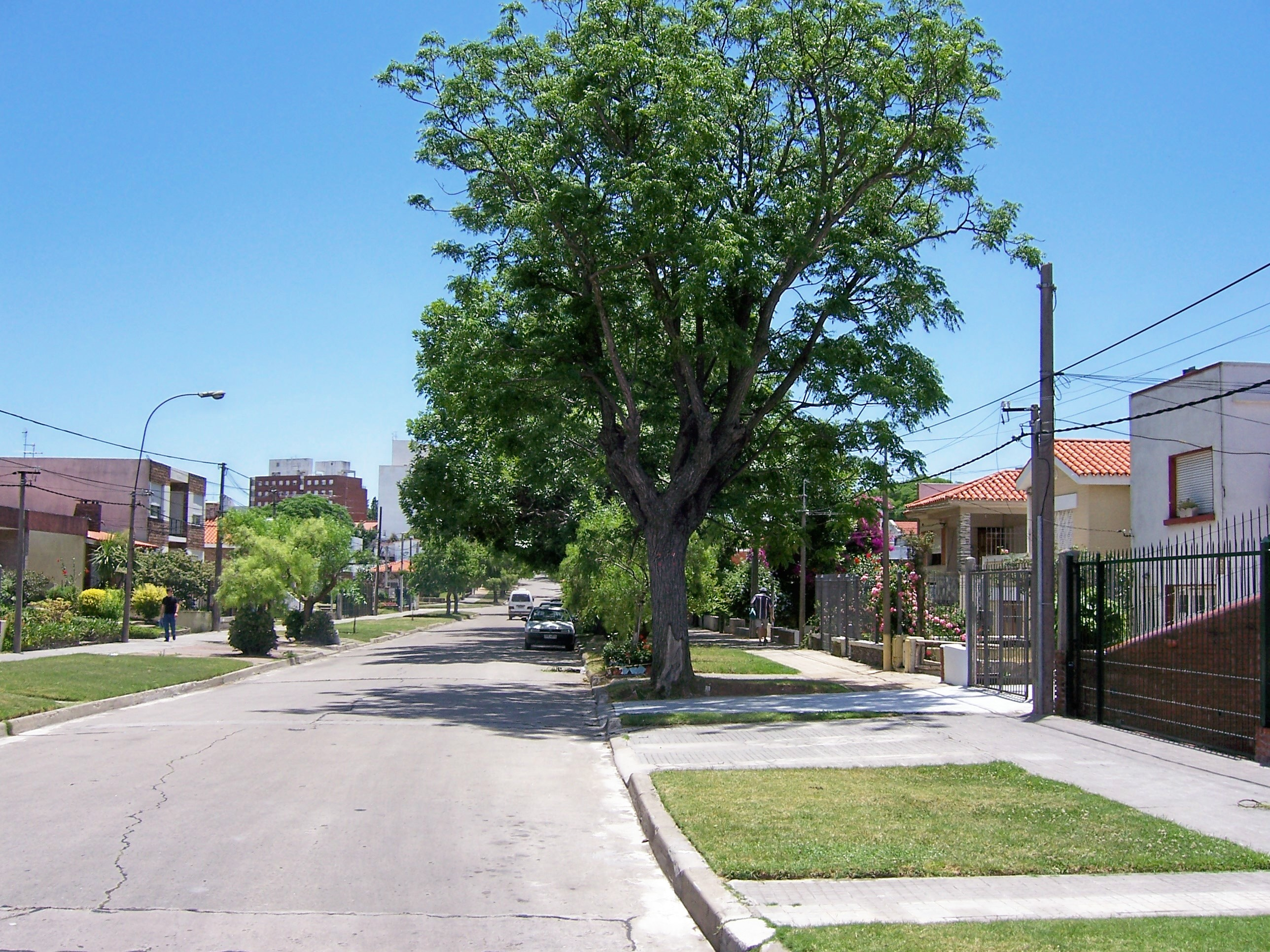
Jedna z ulic
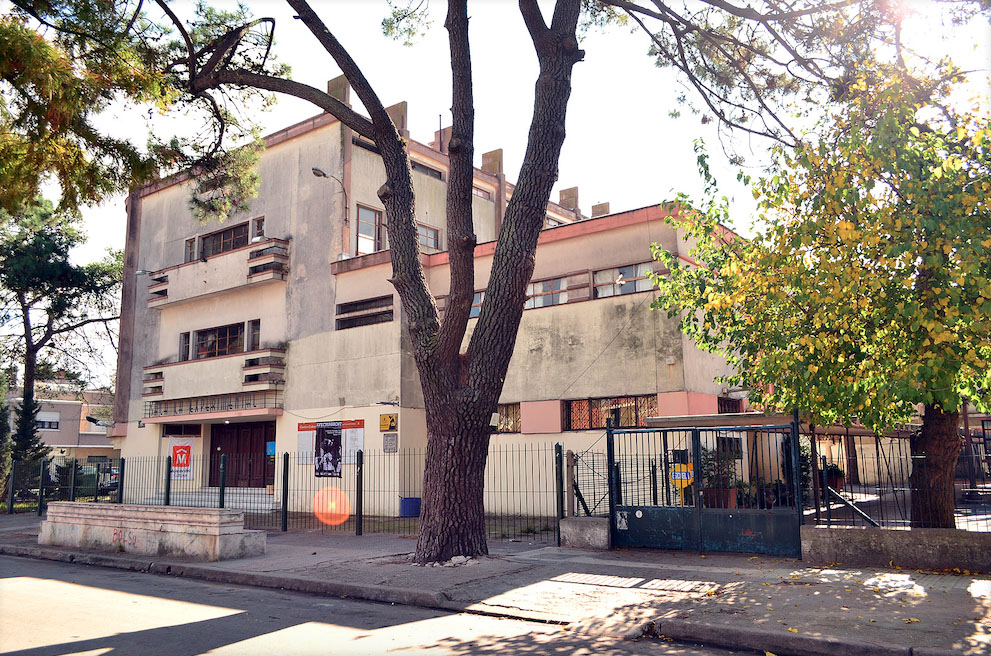
Szkoła "Escuela Experimental de Malvín"